# Red Sky Coven
Red Sky Coven – angielska grupa muzyczna powstała w Bradford (Yorkshire). Zespół tworzą: Justin Sullivan – lider grupy New Model Army, oraz Rev Hammer i Brett Selby, a także Joolz Denby – angielska malarka i poetka.

## Dyskografia

### Albumy
- Volumes 1&2 (1998)
- Volume3 (2001)
- Volume 5 (2009)